# Pottsia
Genre
Classification phylogénétique
Synonymes
- Euthodon Griff.
- Teysmannia Miq. 1857 not Rchb. & Zoll. 1858
- Parapottsia Miq.

Pottsia est un genre de plante à fleurs de la famille des Apocynaceae, décrite pour la première fois en 1837. Il est originaire d'Asie de l'Est et du Sud-Est,,,. 

## Espèces
Selon World Checklist of Selected Plant Families (WCSP) (11 septembre 2019) :
- Pottsia densiflora DJMiddleton - Laos, Thaïlande
- Pottsia grandiflora Markgr. - Fujian, Guangdong, Guangxi, Hunan, Yunnan, Zhejiang
- Pottsia laxiflora (Blume) Kuntze - Fujian, Guangdong, Guangxi, Guizhou, Hainan, Hunan, Yunnan, Zhejiang, Assam, Bangladesh, Indochine, Malaisie occidentale, Sumatra, Java, Bali

## Liste d'espèces
Selon Catalogue of Life (11 septembre 2019) et World Checklist of Selected Plant Families (WCSP) (11 septembre 2019) :
- Pottsia densiflora D.J.Middleton (2001)
- Pottsia grandiflora Markgr. (1926)
- Pottsia laxiflora (Blume) Kuntze (1891)

Selon Tropicos (11 septembre 2019) (Attention liste brute contenant possiblement des synonymes) :
- Pottsia cantonensis Hook. & Arn.
- Pottsia densiflora D.J. Middleton
- Pottsia grandiflora Markgr.
- Pottsia hookeriana Wight
- Pottsia inodora Pit.
- Pottsia laxiflora (Blume) Kuntze
- Pottsia ovata A. DC.
- Pottsia pubescens Tsiang